# Rolf Weise
Rolf Weise (* 4. Mai 1907 in Hamburg; † 1. März  1965 ebenda) war ein deutscher Rechtsanwalt und CDU-Politiker.

## Leben

### Politische Tätigkeit
Politisch tätig war Weise in der Freien und Hansestadt Hamburg. Er gehörte der Hamburgischen Bürgerschaft zehn Jahre lang als Abgeordneter an; von 1955 bis zu seinem Tod im Jahr 1965.

### Ehrenamtliche Tätigkeit
Ehrenamtlich engagierte sich Weise im Bereich der Hamburger Bürgervereine. In den Jahren 1953 bis 1965 war er Präses des Zentralausschusses Hamburgischer Bürgervereine von 1886. Auch hatte er das Amt des Präsidenten des Verbandes Deutscher Bürgervereine (VDB) inne, der 1955 in Hamburg gegründet wurde.